# Славин, Александр Ильич
Александр Ильич Славин (7 апреля 1938, Ленинград) — советский и российский художник, сценограф, профессор, заслуженный деятель искусств РСФСР (1991) .

## Биография
1957—1958 учился в ЛИСИ. 1959—1962 служил в Советской армии, 1962 поступил на постановочный факультет ЛГИТМиК в класс Н. П. Акимова, диплом 1968. 1967—1971 главный художник Псковского академического театра драмы им. А. С. Пушкина, 1972—1975 главный художник Ленинградского Малого драматического театра, 1976 главный художник Ленинградского драматического театра им. В. Ф. Комиссаржевской, 1976—1980 главный художник Нижегородского академического театра драмы им. М. Горького, 1980—1994 главный художник Ленинградского театра им. Ленинского комсомола (Балтийский дом). 1989—1999 Мастер курса в Санкт-Петербургской государственной академии театрального искусства, 1997 профессор, заведующий кафедрой сценографии и сценического костюма. C 1999 живёт и работает в Гамбурге (Германия).

## Сценография(Основные постановки)
- 1967 — «Клоп» В. Маяковский, Псковский академ. драм. театр им. А. С. Пушкина (реж. В. Ковалевский)
- 1970 — «Нора» Г. Ибсен, Псковский академ. драм. театр им. А. С. Пушкина (реж. В. Короткевич)
- 1971 — «Женитьба» Н. Гоголь, Ленинградский Малый драм. театр (реж. Ю. Дворкин)
- 1973 — «Свадьба Кречинского» А. Колкер, Ленинградский театр Музкомедии (реж. В. Воробьев)
- 1976 — «Трилогия о Бальзаминове» А. Островский, Горьковский академ. драм. театр (реж. С. Лерман)
- 1977 — «Мамаша Кураж и её дети» Б. Брехт, Горьковский академ. драм. театр (реж. С. Лерман)
- 1978 — «Укрощение строптивой» У. Шекспир, Горьковский академ. драм. театр (реж. С. Лерман)
- 1979 — «Фома Гордеев» М. Горький, Фрунзенский русский драм. театр (реж. А.Головин)
- 1983 — «Чайка» А. Чехов, Ленинградский театр «Балтийский дом» (реж. Г. Опорков)
- 1984 — «Все в саду» Э. Олби, Ленинградский театр «Драмы и комедии» (реж. Ю. Николаев)
- 1992 — «Женитьба Белугина» А. Островский, СПб театр «Балтийский дом» (реж. Г. Егоров)
- 1992 — «Дети райка» Ж. Превер, СПб театр «Балтийский дом» (реж. В. Крамер)
- 1994 — «Ревизор» Н. Гоголь, СПб театр «Балтийский дом» (реж. А. Исаков)
- 1998 — «Электра» Ж. Жироду, СПб театр Ленсовета (реж. Ю. Дворкин)
- 2009 — «Золушка» С. Прокофьев, Росток (Германия), Tеатр балета (балетмейстер В. Федяшин)

## Рецензии
А. Островский «На всякого мудреца довольно простоты», постановка В. Иванова
Непременное желание отставного Скалозуба — Крутицкого нарядить всех в мундиры материализует художник спектакля; мундиры толпятся в кабинете на безмолвных манекенах отличной выправки и послушания. Им читает Крутицкий свои трактаты и прожекты.— В. Курбатов

А. Сухово-Кобылин «Свадьба Кречинского», постановка В. Воробьева, композитор А. Колкер
Результатом содружества становится фантастическая декорация города-иконостаса с золотыми крылечками и наличниками, золотыми окнами-окладами, с золотой мебелью и люстрами, золотыми подсвечниками, канделябрами, фонарями. Создается зыбкая и нервная атмосфера, из которой рождается спектакль.— Р. Азеран

Ю. Тынянов «Надежда империи», инсценировка Я. Гордина, постановка В. Голикова
В спектакле Петербург скорее понятие, чем реальный город. Может быть, это Марсово поле — военный плац и место народных гуляний… Герои разместились в подвижных футлярах-коробах, наподобие ярмарочных кукольников-петрушечников, соединяя в себе человека, сцену и куклу.— В. Балкова

А. Чехов «Чайка», постановка Г. Опоркова
Художник спектакля усиливает интимность восприятия оформлением всего зала как сцены и, вместе с тем, как усадьбы, где зрители в гостях. здесь нет ни озера, ни сада, ни беседки, а есть замкнутый мир кулис. И есть забор, играющий роль то занавеса, то «четвертой стены», который забивают, разбирают, через который подглядывают и целуются. Забор этот ещё и граница между театром Треплева и театром Аркадиной.— И. Мягкова

## Премии и награды
Диплом первой степени за оформление спектакля «97» М.Кулиш. Псковский академ. драм. театр им. А. С. Пушкина. За выдающиеся достижения во Втором Всероссийском фестивале национальной драматургии и театрального искусства народов СССР в ознаменование 50-летия СССР. (1967)
Диплом первой степени За создание оформления к спектаклю по пьесе А. Н. Островского «На всякого мудреца довольно простоты». Псковский академ. драм. театр им. А. С. Пушкина. На Всероссийском смотре спектаклей в ознаменование 150-летия со дня рождения А. Н. Островского (1823—1973). (1973)
Диплом за оформление спектакля «Мамаша Кураж и её дети» Б. Брехт. Нижегородский академ. театр драмы им. М. Горького. Фестиваль драматического искусства Германской демократической республики в Советском Союзе (1980—1981). (1981)
Почетная грамота за многолетнюю плодотворную работу и в связи с 50-летием со дня основания Санкт-Петербургского театра «Балтийский дом». (1986)
Почетное звание «Заслуженный деятель искусств РСФСР» (1991)